# Daucus setulosus
Daucus setulosus är en växtart i morotssläktet och familjen flockblommiga växter. Den förekommer i sydöstra Europa, Turkiet och Syrien samt i Libyen.